# 阿根廷军事
阿根廷軍队包括陆军，海军和空军，有70,000名现役军人，比在1983年恢复为民主国家之前少了三分之一，阿根廷总统是武装部队总司令，国防部长则行使日常工作。阿根廷还有两只另外的部队；海岸警卫队（巡逻阿根廷领海）和国家宪兵队（巡逻边境区域）；两支部队都直接受内务部领导但和国防部保持联络。入伍的最小年龄为18岁且无强制兵役。

## 历史
历史上，阿根廷军队是该地区装备最为精良的军队之一（比如1950年代就研制出自己的喷气式战斗机）；但近年来它经受了比拉美大多数地区都大的军费削减。福島戰爭戰敗後实际军费支出在1981年之后持续下降，尽管近年来有所增加，2012年的国防预算大约为50亿美元。军队目前参与海地和塞浦路斯的军事维和行动。
目前空軍拥有69架戰鬥機、141架反暴乱飞机、37架攻擊機，另有60余架運輸機，海軍則是15艘驱护舰和6艘潛艇組成，在南美洲阿軍算是一支有影響力的武力，但國際影響力较小。

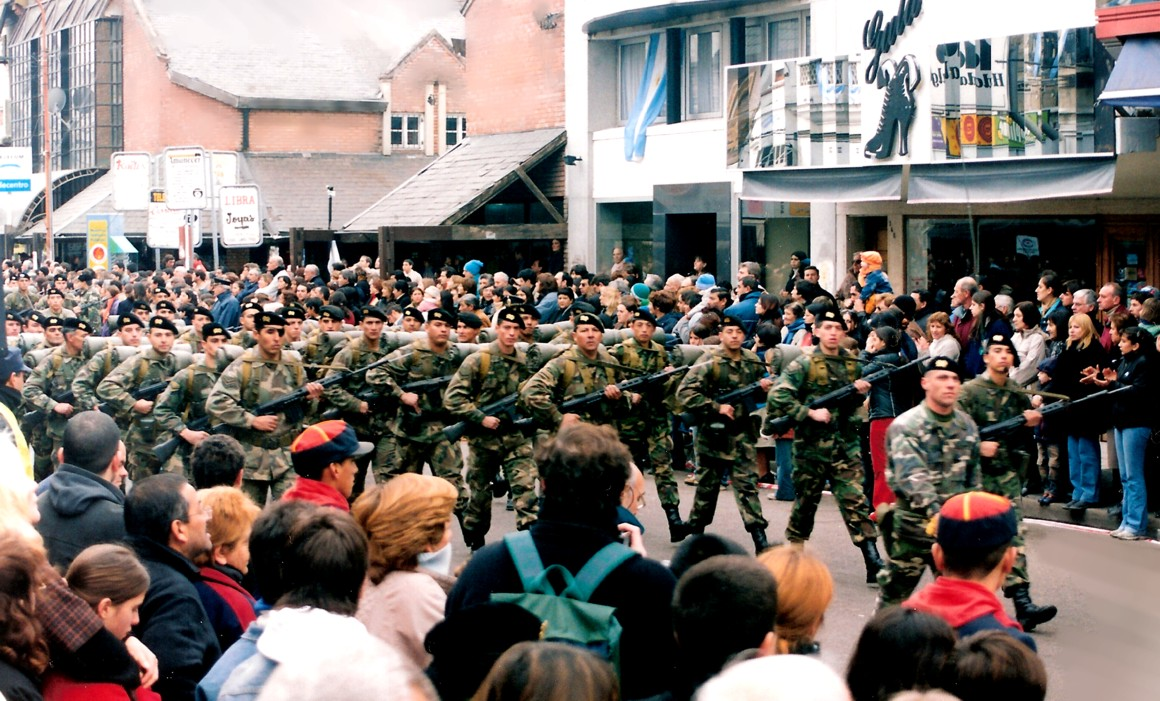
國慶閱兵
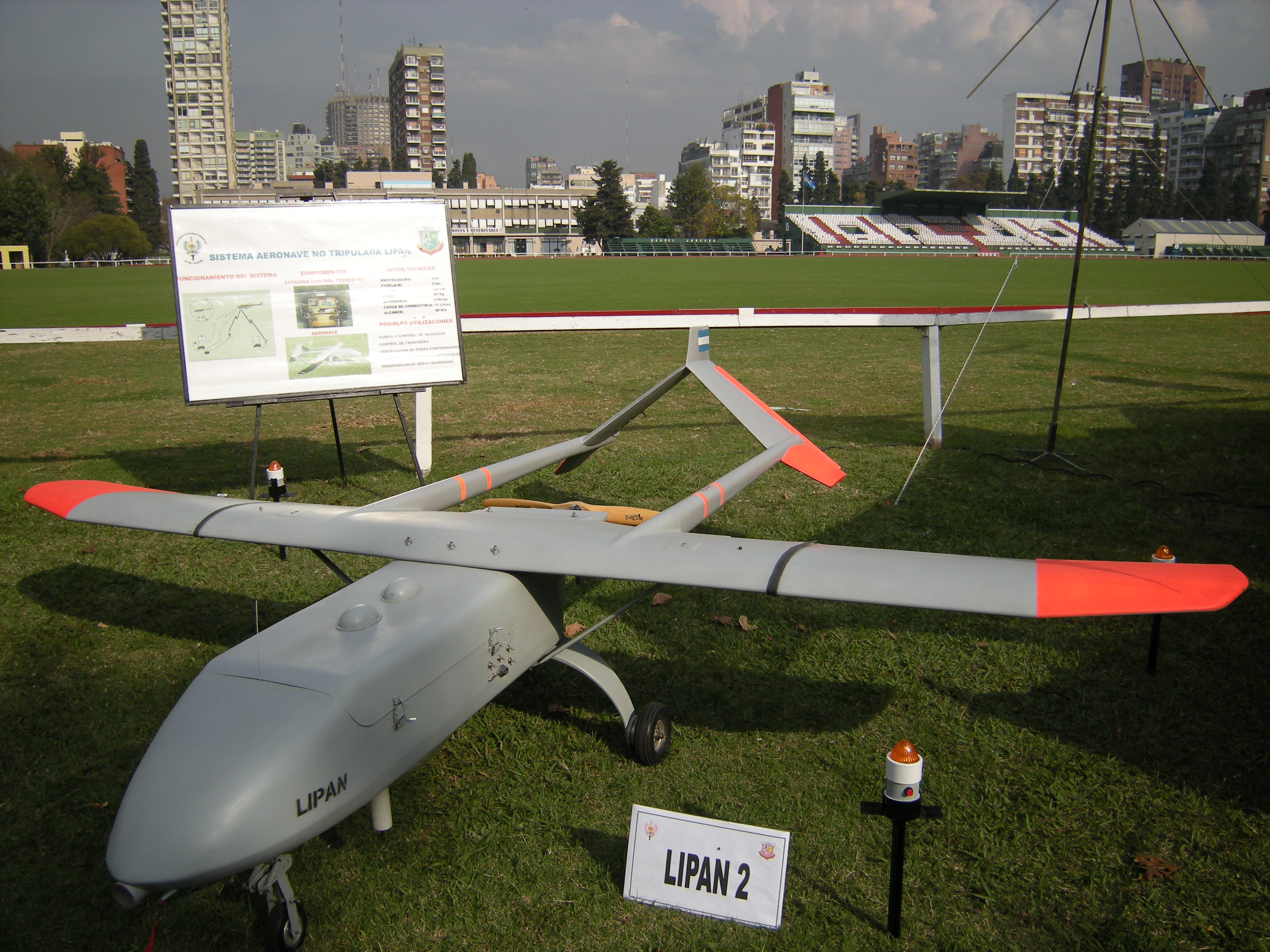
Lipan_II無人機
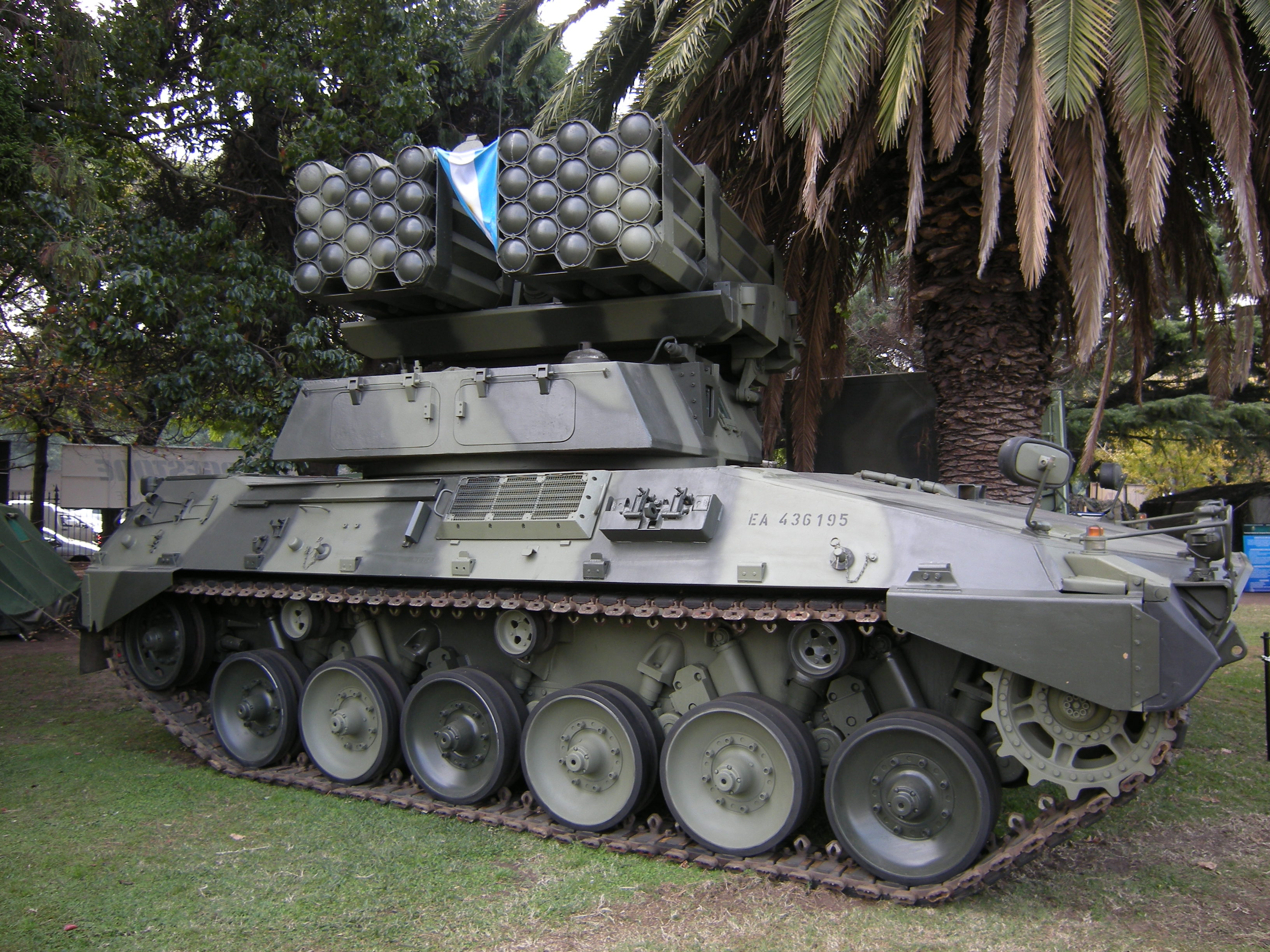
VCLC多管火箭
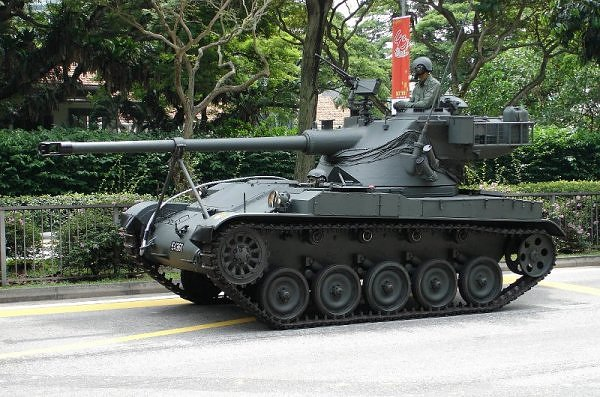
法製AMX-13坦克
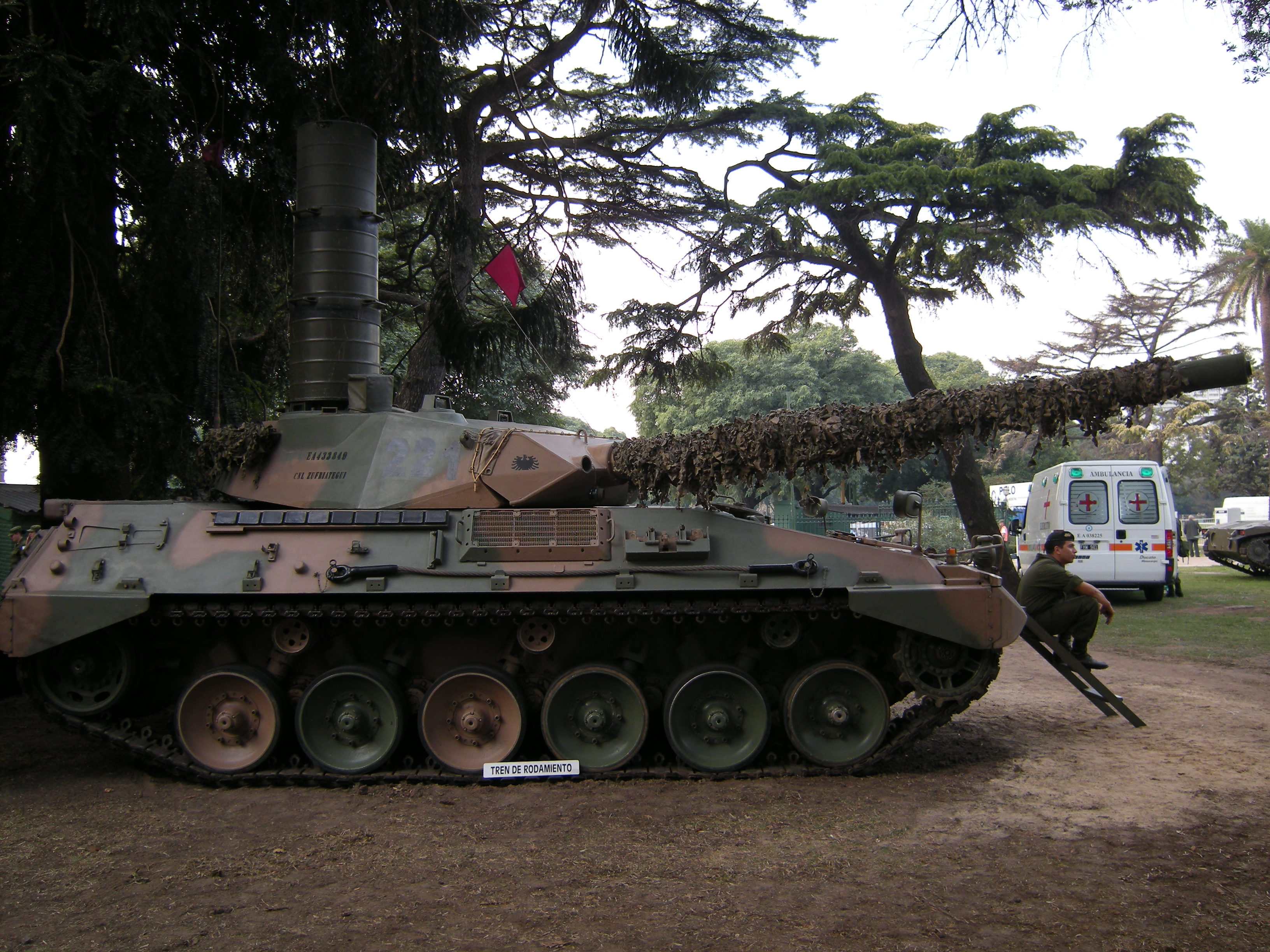
TAM坦克
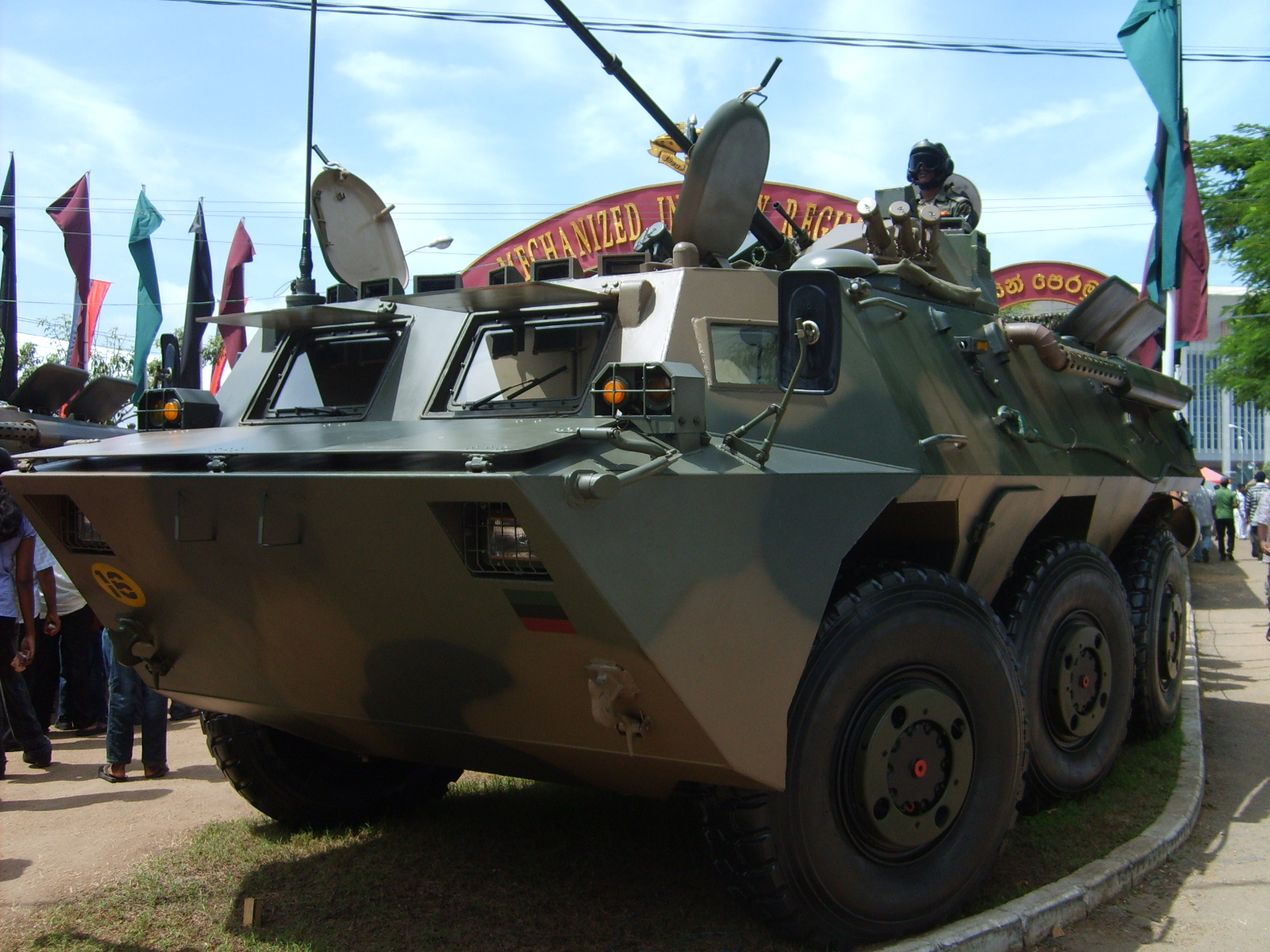
中製ZSL-92装甲运兵车
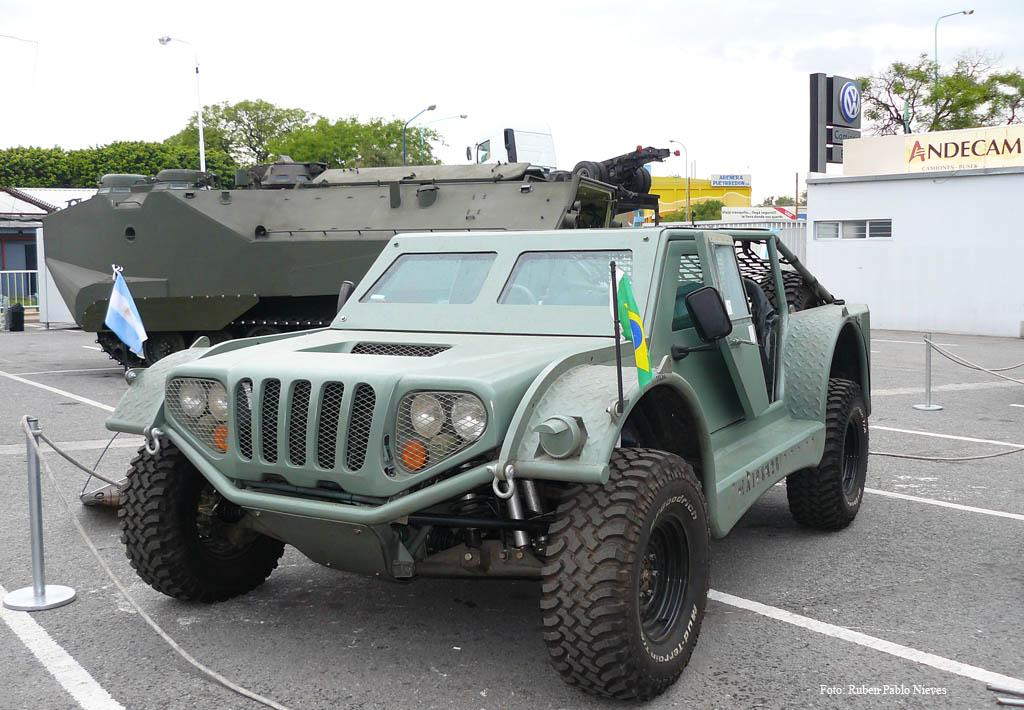
VLEGA吉普車
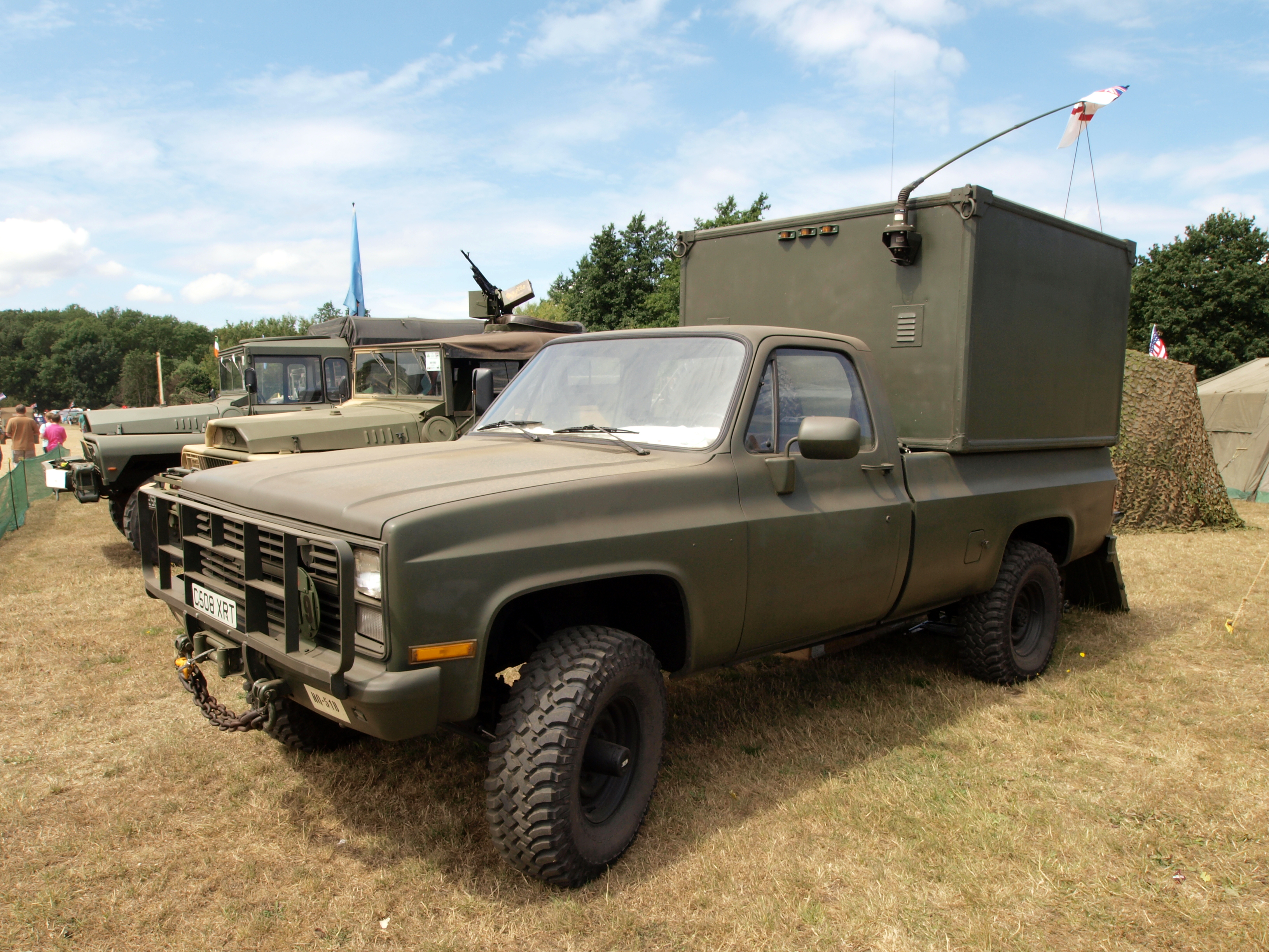
M1088指揮車
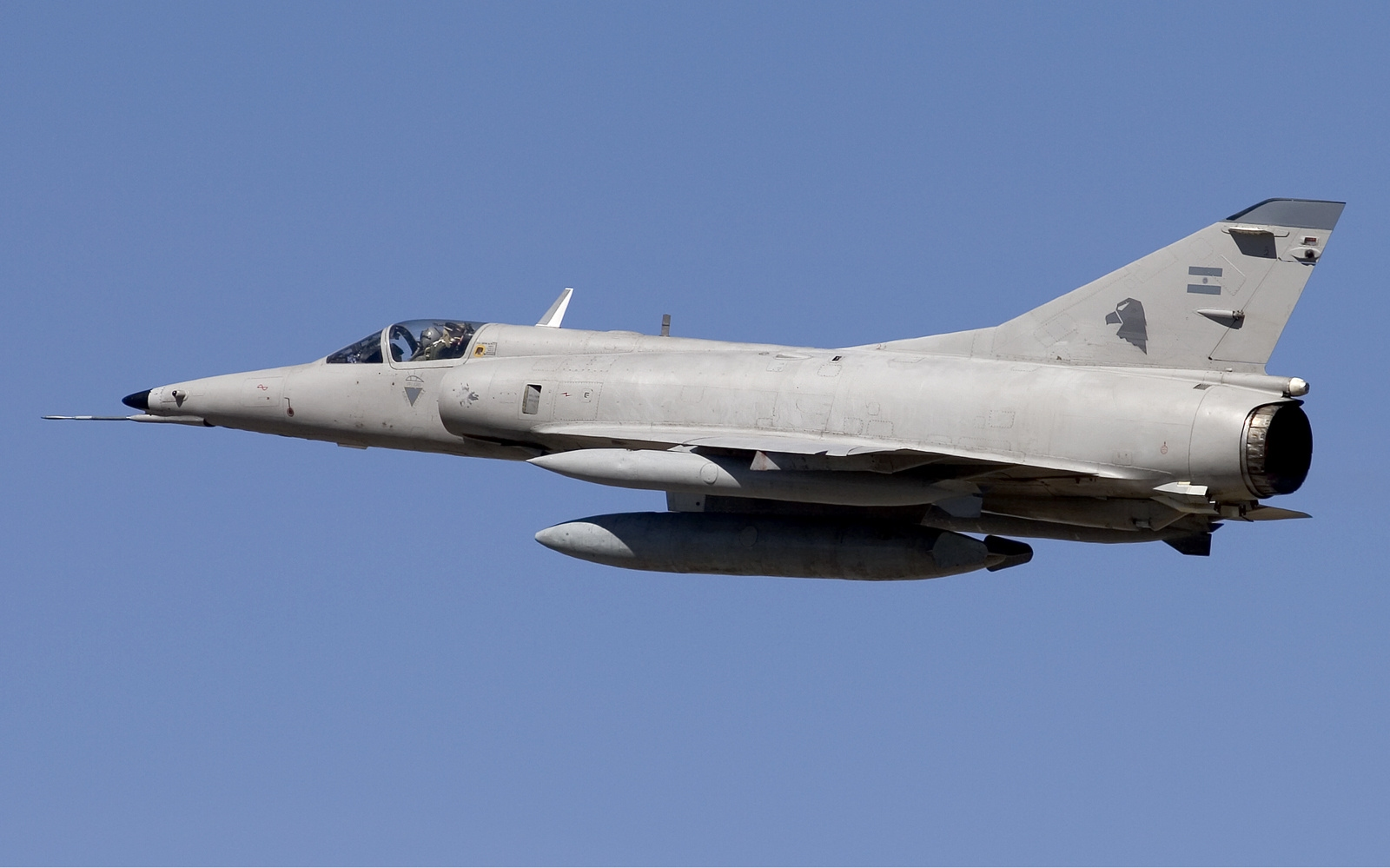
法製幻象戰機
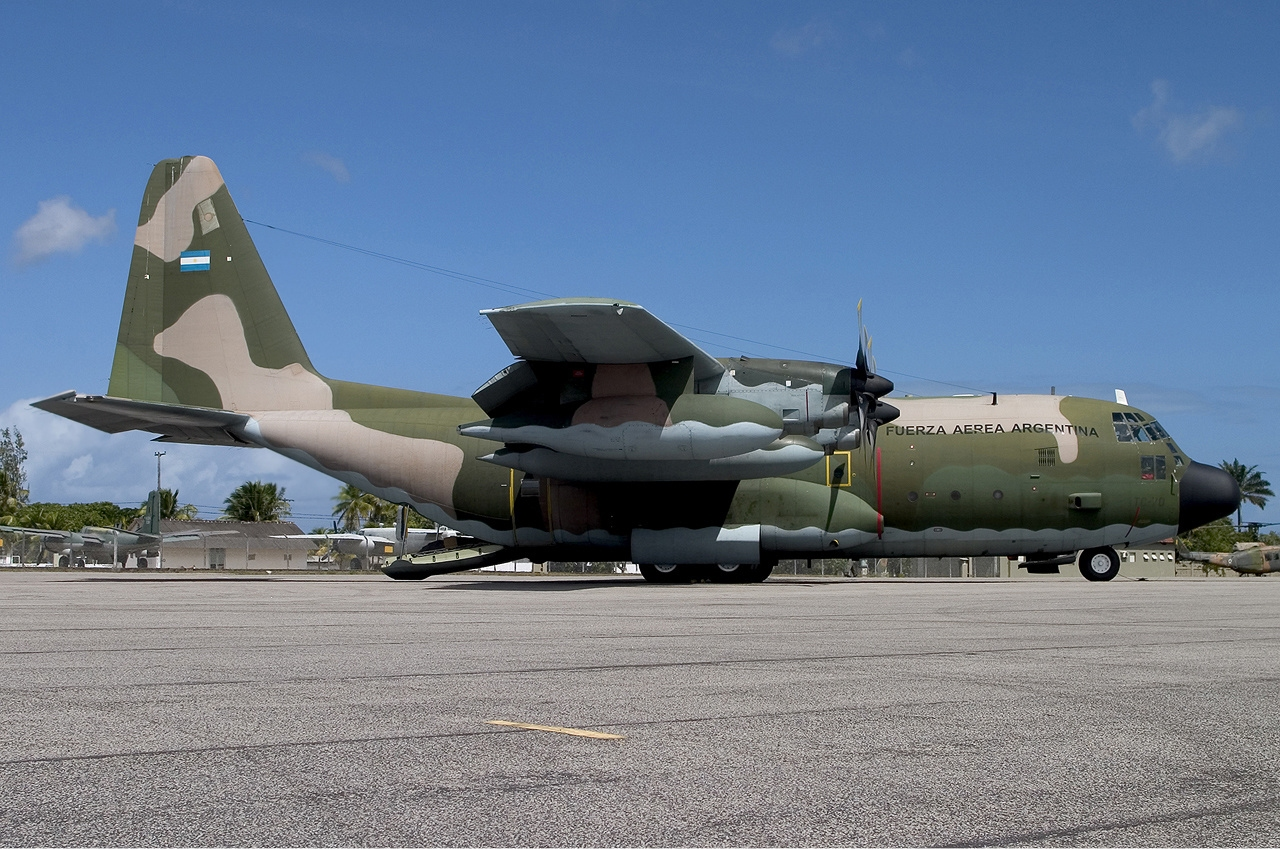
美製C-130運輸機
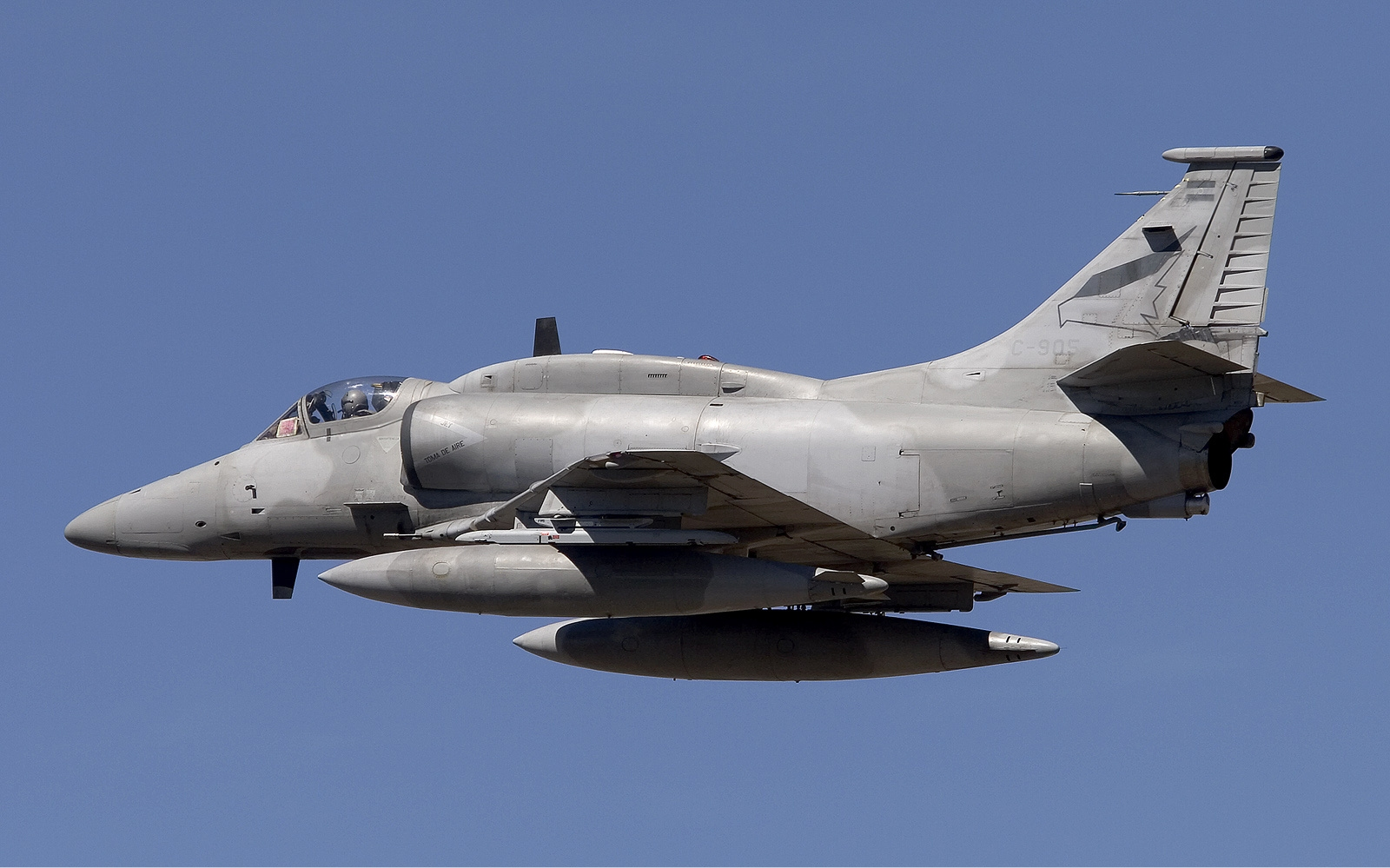
美製A-4天鷹戰機